# Лесер Ури
Лесер Ури (рођен 7. новембар 1861 у Мјендзиходу, преминуо 18. октобар 1931 у Берлину), био је немачки импресионистички сликар и графички уметник, повезан са Диселдорфском школом сликарства и уметничким покретом Берлинска сецесија, јеврејске националности. Његове теме су у почетку били пејзажи, градски пејзажи и мртва природа, да би у каснијим годинама стварао монументалне слике са библијским мотивима.

## Биографија
Лесер Ури је рођен 7. новембра 1861. године, као Лајзер Лео Ури, у данашњем Мјендзиходу (раније  , пољ. Międzychód), у некадашњој Покрајини Позен. Лесер Ури, потомак јеврејског пекара, преселио се 1873. године у Берлин, где је започео свој уметнички рад и где ће се његов таленат развити и прославити. Од 1879. до 1880. године, студирао је сликарство на Диселдорфској уметничкој академији, под менторством Андреаса Милера и Хајнриха Лауенштајна, а потом је наставио усавршавање у Бриселу. Значајна уметничка искуства стекао је у Паризу, нарочито у атељеу Жила-Жозефа Лефевра (фр. Jules-Joseph Lefebvre), а затим истражујући ликовну сцену Фландрије и Минхена. У Минхену је био примљен на Академију ликовних уметности, истог дана као и Ернст Оплер, да би се 1887. године, преселио се у Берлин, који ће постати средиште његовог уметничког деловања. Године 1893. придружио се прогресивној групи уметника Минхенске сецесије, пре него што се вратио у Берлин. У периоду од 1897. до 1901. године, радио је у уметничком атељеу у улици Лицовштрасе 82, док је од 1920. године па све до своје смрти живео и стварао у стану и атељеу на адреси Нолендорфплац 1, у берлинском кварту Шенеберг. На препоруку Адолфа Менцела, 1890. године добио је престижну Михаел-Бирову награду, која је укључивала стипендију Берлинске академије уметности. Та подршка му је омогућила студијско путовање по Италији, уз дужи боравак у вили Строл-Ферн у Риму. Значајан подстрек добио је и од Ловиса Коринта, који га је увео у Берлинску сецесију, као и од немачко-америчког инжењера, индустријалца и колекционара уметничких дела, Карла Шапира (1879 — 1957), једног од његових најважнијих покровитеља. Повучен и скроман у приватном животу, Лесер Ури је уметнички такође ишао самосталним, често усамљеничким путем. За разлику од својих савременика из Берлина: Макса Либермана, Макса Слевогта (1868 — 1932) и Ловиса Коринта, које је повезивала заједничка естетика и уметничка мрежа, Ури је развијао изразито лични стил. Тај уметнички индивидуализам, али и растућа слава, изазивали су отворено непријатељство Макса Либермана, тадашњег председника Академије и водећег утицајног гласа берлинске уметничке сцене.
 Либерман је, према више сведочења, настојао да потисне Уријеву каријеру, све до момента када је Ловис Коринт преузео вођство над Берлинском сецесијом. Тек тада је Ури могао редовно и успешно да излаже у оквиру ове уметничке групе. Непријатељство између Либермана и Урија забележено је у бројним анегдотама. Према једној од ових прича, Ури је проширио гласине да је насликао светлосне ефекте на Либермановој слици Радионица за лан у Ларену из 1887. године. Либерман је потом, као одговор, у писму утицајном немачком новинару и уреднику Максимилијану Хардену (1861 — 1927, рођен као Феликс Ернст Витковски), написао:
| „ | Тужио бих га само када би тврдио да сам ја сликао његове слике. | ” |

Ипак, Ури је постао почасни члан Берлинске сецесије 1921. године. Током двадесетих година више пута је путовао у Лондон, Париз и различите немачке градове, и са сваког пута враћао се са бројним новим делима. Након једног путовања у Париз 1928. године доживео је срчани удар који је озбиљно нарушио његово здравље. Ури је преминуо три недеље пре планиране свечаности за његов 70. рођендан, 18. октобра 1931. године у његовом берлинском атељеу. Сахрана је обављена 21. октобра 1931. године, а опроштајни говор одржао је његов пријатељ, рабин и историчар Јозеф Леман (1872 — 1933). Почасни гроб Лесера Урија налази се у Алеји почасних гробова (поље Г1) на Јеврејском гробљу у Вајсензеу у Берлину.

## Уметничко стваралаштво и опус
Лесер Ури је развио препознатљив ликовни израз кроз теме које је доследно истраживао: градске улице, призоре из кафеа, пејзаже обликоване игром светлости и атмосфере, али и интимне композиције попут мртвих природа и цветних аранжмана. Сликао је разноврсне аспекте урбаног живота, стварајући тематске целине у којима се смењују сцене из берлинских кафана, атмосферичне градске улице и призори из природе. Једно од његових препознатљивих дела, приказује интимну сцену кафеа са усамљеном женском фигуром у црвеној хаљини, која седи за столом у полусенци. У познијој фази стваралаштва окреће се монументалним историјским композицијама са библијским мотивима, уносећи у њих драматичност и личну визију.

### Берлинске сцене метрополе
После вишегодишњег уметничког образовања у Диселдорфу, Бриселу, Паризу и Минхену, Ури се 1887. године трајно настанио у Берлину. Већ током боравка у Паризу развио је снажну фасцинацију урбаним животом, али га је управо Берлин, метропола у експанзији, са својим ужурбаним прометом у улицама, раскошним кафеима и променљивом динамиком пролазника, дубоко инспирисао. Тај утисак био је толико снажан да је поводом његовог шездесетог рођендана градоначелник Берлина, Лесера Урија јавно овенчао епитетом „уметника који је у својим сликама овековечио престоницу Рајха“. Берлин му је нудио богатство визуелних импулса: живописне булеваре, сјајно осветљене ентеријере кафеа и ноћни живот уличног света, прво у светлу гасних фењера, а потом под електричним осветљењем.  У атмосфери слика крећу се елегантно обучени господа са цилиндрима и штаповима, младе даме с модерним шеширима и капутима с крзненим оковратницима, пролазници који чекају запреге или у журби прелазе мокру улицу. Топла светлост из излога кафеа и радњи стапа се са сенкама кућа, обрисаним у дубини перспективе. Он је кроз своје ноћне градске сцене и самотне фигуре у кафеима дочарао урбани осећај отуђења. Његове слике биле су познате у круговима експресионистичких песника, укључујући и уметнице попут Елзе Ласкер-Шилер, која је визуелну уметност такође неговала кроз цртеже и минијатуре. Становници града, пролазници и путници из различитих крајева света били су му сталан извор инспирације. Његове композиције, често изведене у тамној палети, носе снажан емоционални набој и одступају од устаљених визуелних конвенција. Управо зато није изненађујуће што су слике улица, које се данас убрајају међу ремек-дела немачког импресионизма, у своје време често изазивале недоумицу, па чак и отпор публике.

### Сцене из берлинских кафеа
Ури је био познат и по својим сценама из берлинских кафеа, у којима је мајсторски дочарао атмосферу модерне метрополе. У Берлину су постојала три велике кафеа у бечком стилу, која су врло брзо постала једно од најважнијих места сусрета виших класа, уметника и интелектуалаца, аристократе из круга царског двора и бројних посетилаца Берлина из целог света: Кафе Јости, Кафе Викторија и Кафе Бауер. Иако је посећивао све три кафане, можда није изненађујуће што је најчешће посећивао кафе Бауер, која је више пута приказана на уметниковим сценама кафана јер је на тим сликам често приказан мотив читаоца новина, који није случајно изабран, јер су у то време захваљујући увођењу електричног осветљења кафане, гости могли удобно да читају своје новине чак и касно у ноћ. У Уријевим сликама,  кафе-барови постају места случајних сусрета. Уријево истраживање људских односа у метрополи често се манифестовало у напетости између ентеријера и екстеријера, приватног и јавног, као у приказима усамљених фигурa у ентеријеру кафића, изолованих, а опет окружених, што се можда може повезати са његовом интровертном природом.

### Пејзажи
Сликање пејзажа је Урија окупирало током целог његовог живота. Већ на почетку своје уметничке каријере 1882. године, интензивно се бавио пејзажним сликарством. Током поновљених боравка у Италији, створени су блистави пејзажи чије јаке боје чине топлину јужњачке светлости опипљивом. Године 1912/13. путовао је у Холандију, где настају пастели и слике са широким видицима и карактеристичним ветрењачама. Емоционални квалитет Уријевих пејзажа, њихова меланхолична интроспекција, већ су током његовог живота окарактерисан термином „пејзажи душе“.

## Наслеђе и уметнички утицај
Уријево уметничко наслеђе је током времена добило заслужено признање. Његове слике, посебно оне које приказују берлинске улице, кафе-барове и ноћне сцене, сматрају се кључним делима немачког импресионизма. Уметникова способност да прикаже атмосферу града кроз игру светлости и сенке, као и његова употреба пастела, издвајају га као јединственог хроничара урбаног живота. Данас се његова дела налазе у значајним музејима и колекцијама широм света. Његове слике редовно се појављују на аукцијама, где постижу високе цене, што сведочи о трајној вредности и утицају његовог опуса. Уријев рад је такође предмет академских истраживања и изложби, што додатно потврђује његов значај у историји уметности. Његова способност да ухвати дух времена и места чини га важним сведоком и интерпретатором урбаног живота почетка 20. века.

## Награде и признања
Упркос почетним тешкоћама и критикама, Лесер Ури је током живота и након смрти добио признања која потврђују његов значај у немачком импресионизму и уметности уопште.

### Признања током живота
- Михаел-Бирова награда (1889.); Након своје прве изложбе у Берлину 1889. године, упркос почетној критичности публике, Ури је добио подршку утицајних уметника као што су Адолф Менцел и Макс Либерман.[14] Захваљујући њиховој подршци, добио је Михаел-Беерову награду од Берлинске академије уметности, што му је омогућило студијско путовање у Италију.[14]
- Чланство у Минхенској сецесији (1893.); Ури се придружио Минхенској сецесији, прогресивном уметничком покрету који је окупљао авангардне уметнике тог времена.[14]
- Излагање са Берлинском сецесијом (1915. и 1922.);[28] Ури је излагао са Берлинском сецесијом, а посебно је значајна изложба из 1922. године, на којој је представљено 150 његових дела. Том приликом, градоначелник Берлина га је назвао „уметника који је у својим сликама овековечио престоницу Рајха“.[14]

### Постхумна признања
- Меморијална изложба у Националној галерији у Берлину (1931); Након Уријеве смрти, Национална галерија,[XI] у Берлину приредила је велику меморијалну изложбу његових радова. Изложено је 160 дела, што је представљало највећу изложбу савременог сликара у тој институцији до тада.[31]
- Почасни гробна Јеврејском гробљу Вајсензе; Иако је преминуо у скромним условима, Ури је сахрањен у Почасном гробу, Јеврејског гробља Вајсензе у Берлину,[23] што сведочи о поштовању које је уживао.
- Пешачка улица посвећена Лесеру Урију у Берлину (1979.); У част уметника, једна пешачка улица у берлинском кварту Моабит, централне берлинске општине Мите, добила је његово име.[32]
- Слике у међународним колекцијама; Данас се Уријева дела налазе у значајним музејима широм света, укључујући Стару националну галерију у Берлину, Галерију Лудорф[33] у Диселдорфу, Хехт музеј (енгл. The Hecht Museum),[34] при Универзитету у Хаифи и Бен Ури галерији и музеју (енгл. Ben Uri Gallery & Museum)[35] у Лондону.[14]

## Галерија
- На железничкој станици Фридрихштрасе, Лесер Ури, 1888.
- После кише у булевару Унтер ден Линден, Лесер Ури, 1888.
- У кафеу Бауер, Лесер Ури, 1895.
- Вече у кафеу Бауер, Лесер Ури, 1898.
- Јесењи амбијент крај Груневалдског језера, Лесер Ури, 1902.
- Домбург, Лесер Ури, 1913.
- Хотел Адлон, Лесер Ури, 1925.